# Hässjegrund (i Rudskärsfjärden, Korsholm)
Hässjegrund är en ö i Finland.   Den ligger i den ekonomiska regionen  Vasa  och landskapet Österbotten, i den västra delen av landet, 400 km nordväst om huvudstaden Helsingfors.
Terrängen på Hässjegrund är varierad.